# Петкович, Миливой
Миливой Петкович (хорв. Milivoj Petković, р. 11 октября 1949, Шибеник, СР Хорватия, СФРЮ) — военный деятель боснийских хорватов, генерал-лейтенант хорватской армии, один из шести осужденных Международным трибуналом по бывшей Югославии (МТБЮ) в связи с деятельностью Хорватской республики Герцег-Босна в период Боснийской войны. За военные преступления и преступления против человечности приговорен к 20 годам тюремного заключения.

## Жизнь и деятельность
Миливой Петкович родился в Шибенике, тогда в составе Югославии. Окончив Военную академию Югославской народной армии (ЮНА), стал кадровым офицером. В июле 1991 года дезертировал из ЮНА, с целью перейти на сторону хорватских повстанцев. В 1992 году по распоряжению генерала хорватской армии Янко Бобетко принял командование передовым командным пунктом хорватской армии в городе Груде (Босния и Герцеговина), войска которого позже переросли в вооружённые силы HVO. Занимал должность начальника Главного штаба HVO примерно до 5 августа 1994 года.
Петкович был в статусе генерала хорватской армии.
В июне 1992 года частично утратил трудоспособность, получив сотрясение мозга и травму позвоночника, управляя автомобилем у реки Неретва, о чём свидетельствуют органы тогдашней Хорватской республики Герцег-Босна.
Миливой Петкович добровольно сдался Международному трибуналу по бывшей Югославии 5 апреля 2004 года.
22 апреля 2008 ему было позволено досудебное освобождение из-под стражи.

## Суд
В обвинительном заключении утверждается, что в бытность общим командиром войск HVO Петкович непосредственно командовал вооружёнными силами Герцег-Босна и несёт ответственность за их действия. Утверждается, что вооружённые силы под названием Хорватский совет обороны, среди прочего
- проводили этнические чистки районов Горни-Вакуф и Мостар.
- использовали лагерь Гелиодром как изолятор, где содержались боснийские мусульмане из Мостара. Условия в концлагере Гелиодром были признаны бесчеловечными.

Обвинения включали:
- девять пунктов в серьёзных нарушениях Женевских конвенций (умышленное убийство; жестокое обращение (сексуальное преступление) незаконная депортация гражданского лица; незаконное перемещение гражданского лица; незаконное лишение свободы гражданского лица; жестокое обращение (условия содержания под стражей); жестокое обращение; масштабное уничтожение имущества, неоправданное военной необходимостью и осуществленное незаконно и без всякой причины; присвоение имущества, неоправданное военной необходимостью и осуществленное незаконно и без всякой причины.
- девять пунктов нарушения законов или обычаев войны (жестокое обращение (условия содержания под стражей); жестокое обращение; незаконный труд; варварское разрушение городов, поселков или сел, или разрушения, неоправданные военной необходимостью, разрушение или умышленное повреждение, нанесённое учреждениям, посвящённым религии или образованию; хищение государственной или частной собственности; противоправное посягательство на гражданских лиц; незаконное терроризирование гражданских лиц; жестокое обращение)
- восемь пунктов обвинения в преступлениях против человечности (преследование по политическим, расовым и религиозным причинам; убийство; изнасилование; депортация; акты жестокости (насильственное перемещение); заключения; акты жестокости (условия содержания под стражей); акты жестокости).